# 西部に来た花嫁
『西部に来た花嫁』（せいぶにきたはなよめ、Zandy's Bride）は、1974年のハリウッド映画。

## あらすじ
カリフォルニアの山奥の小さな農場の主ザンディは、新聞広告で募集し、東部育ちのハンナを花嫁に迎える。

参列者もない形ばかりの結婚式を済ますと、ふたりは山奥のザンディの農場へ行き、とうのたった花嫁はその日の内に新郎によってレイプされる。

粗暴な父と耐え忍ぶ母の間で育ったザンディの思い描く家庭は、ハンナの理想とはかけ離れたものだった…

## キャスト
| 役名       | 俳優                         | 日本語吹替                                      |
| 役名       | 俳優                         | TBS版                                           |
| ---------- | ---------------------------- | ----------------------------------------------- |
| サンディ   | ジーン・ハックマン           | 森川公也                                        |
| ハンナ     | リヴ・ウルマン               | 武藤礼子                                        |
| アラン夫人 | アイリーン・ヘッカート       | 北原文枝                                        |
| アラン     | フランク・キャディ           | 宮内幸平                                        |
| 牧師       | ジョー・サントス             | 立壁和也                                        |
| ソンガ―    | ハリー・ディーン・スタントン | 平林尚三                                        |
| マリア     | スーザン・ティレル           | 尾崎桂子                                        |
| ピンカス   | ボブ・シンプソン             | 二又一成                                        |
| 女         | ヴィヴィアン・ゴードン       | 山田栄子                                        |
|            |                              |                                                 |
| 演出       | 演出                         | 伊達渉                                          |
| 翻訳       | 翻訳                         | 岩本令                                          |
| 効果       |                              |                                                 |
| 調整       |                              |                                                 |
| 制作       | 制作                         | 東北新社                                        |
| 解説       |                              |                                                 |
| 初回放送   | 初回放送                     | 1979年11月10日 『土曜ロードショー』 24:00-25:25 |

## スタッフ
- 監督：ヤン・トロエル
- 原作：リリアン・ボス・ロス

## 受賞歴
- David di Donatello Awards　1976年
  - European David （ヤン・トロエル）